# Barbara Gerken
Barbara Gerken (3 juli 1964) is een tennisspeelster uit de Verenigde Staten van Amerika.
In 1981 speelde Gerken haar eerste grandslamtoernooi op de US Open, waarbij ze gelijk haar beste resultaat boekt, ze kwam als qualifier in de kwartfinale.
In 1986 won Gerken met Lea Antonoplis het ITF-toernooi van Taipei. 